# 平致光
平 致光（たいら の むねみつ、生没年不詳）は、平安時代中期の武将。平公雅の四男。

## 経歴
『日本紀略』寛和2年（986年）6月19日条によれば、「滝口武者平致光」が野宮にいた斎宮・済子女王と密通事件を起こしたという。
「江見左織氏所蔵文書」には、正暦4年（993年）に従五位下・大宰権大監であったという文書が残っている。
長徳2年（996年）2月5日の長徳の変の際には、致光とその兄弟が伊周の郎党として、検非違使に家宅に踏み込まれ逃亡している。
藤原隆家に従軍して、刀伊の入寇で活躍した平致行と同一人物という説が存在する。
『今昔物語』には、壱岐守宗行の郎等が主人の宗行の怒りにふれ、新羅に逃亡し、虎を退治したが、妻子恋しさのあまり筑紫に帰り、宗行は勘当した郎等の「いみじき」行為により、これを許したという話があるが、ここに登場する「壱岐守宗行」が、平致行と同一人物であるとする説が存在する。「宗行」と「致行」の近似性を指摘する立場もある。